# 메리엄뒤쥐
메리엄뒤쥐(Sorex merriami)는 땃쥐과에 속하는 포유류의 일종이다. 미국 서부 지역과 캐나다 브리티시컬럼비아주 남부 지역의 토착종이다.